# Millas
Millas (em catalão:  Millars) é uma comuna francesa na região administrativa da Occitânia, no departamento dos Pirenéus Orientais. Estende-se por uma área de 19.12 km², e possui 4.266 habitantes, segundo o censo de 2018, com uma densidade de 220 hab/km².